# Amelia Kinkade
Amelia Kinkade (Fort Worth, Texas, 31 de diciembre de 1963) es una actriz, psíquica de animales y bailarina estadounidense. Es sobrina de la actriz Rue McClanahan.

## Biografía

### Psíquica de animales
Sus conferencias, clases y discusiones de libros la han llevado a numerosos lugares de todo el mundo. En el año 2002 fue invitada al Palacio de Buckingham para trabajar con la caballería de la Reina Isabel II y hablar con los caballos de caza del príncipe Carlos.

### Libros
El primer libro de Kinkade, "Directo de la boca del caballo - ¿Cómo hablar con los animales y obtener respuestas?" fue publicado por Crown Books en el año 2001. Su segundo libro, "El lenguaje de los Milagros - Un psíquico celebrado te enseña a hablar con los animales" fue publicado por New World Library en el año 2006.

### Bailarina
Kinkade se graduó de Academia de Artes Interlochen en Iterlochen, Míchigan, con una especialización en danza moderna. Después de mudarse a Los Ángeles, emprendió su carrera como bailarina profesional de jazz y coreógrafa. Amelia estuvo de gira con Donna Summer y apareció en videos de rock de Stray Cats, Cher, The Scorpions y Sheena Easton.

### Actriz
Amelia Kinkade ha actuado en varias películas y series de televisión. Su papel más recordado es el de Angela Franklin en Night of the Demons y sus secuelas. 
En varias películas apareció en los créditos como "Mimi Kinkade".

## Filmografía

### Películas
- Night of the Demons III (1997) .... Angela Franklin.
- Night of the Demons 2 (1994) .... Angela Franklin.
- Road House (1989) .... Bailarina.
- Night of the Demons (1988) .... Angela Franklin.
- My Best Friend Is a Vampire (1987) .... Nudista en el Bar Punk.
- Misfits of Science (1985) .... Mujer.
- Girls Just Want to Have Fun (1985) .... Bailarina.
- Fast Forward (1985) ... Bailarina.
- Breakin' 2: Electric Boogaloo (1984) .... Enfermera Bailarina.
- Body Rock (1984) .... Pequeña Fenómeno.

### Series de televisión
- The Young and the Restless TV series .... Vivian (1990)
- Fame TV series .... Bailarina (1986)
- The Golden Girls .... Prostituta #2 (1 episodio: Ladies of the Evening, 1986)
- Misfits of Science .... Mujer (1 episodio: Deep Freeze (Pilot), 1985)
- Knight Rider .... Star (1 episodio: The Rotten Apples, 1984)
- Mama's Family .... Punk #2 (1 episodio: Flaming Forties, 1983)

- Datos: Q2842663